# Blacus rufescens
Blacus rufescens är en stekelart som beskrevs av Johannes Friedrich Ruthe 1861. Blacus rufescens ingår i släktet Blacus och familjen bracksteklar. Arten är reproducerande i Sverige. Inga underarter finns listade.